# Надрічненська сільська рада (Теребовлянський район)
Надрі́чненська сільська́ ра́да — адміністративно-територіальна одиниця та орган місцевого самоврядування в Теребовлянському районі Тернопільської області  ( до вересня 2015 року). Адміністративний центр — село Надрічне.

## Загальні відомості
- Надрічненська сільська рада утворена в 1939 році.
- Територія ради: 2,783 км²
- Населення ради: 509 осіб (станом на 2001 рік)
- Територією ради протікає річка Стрипа.

## Населені пункти
Сільській раді підпорядковані населені пункти:
- с. Надрічне

## Склад ради
Рада складається з 14 депутатів та голови.
- Голова ради: Цюприк Богдан Богданович
- Секретар ради: Лемішка Надія Володимирівна

### Керівний склад попередніх скликань
| Прізвище, ім'я, по батькові | Основні відомості                                                                                   | Дата обрання | Дата звільнення |
| --------------------------- | --------------------------------------------------------------------------------------------------- | ------------ | --------------- |
| Цюприк Богдан Богданович    | Сільський голова, 1951 року народження, безпартійний                                                | 26.03.2006   | 31.10.2010      |
| Цюприк Богдан Богданович    | Сільський голова, 1956 року народження, освіта середня спеціальна, член Української Народної Партії | 31.10.2010   |                 |

Примітка: таблиця складена за даними сайту Верховної Ради України

### Депутати
За результатами місцевих виборів 2010 року депутатами ради стали:

#### За суб'єктами висування
| Суб'єкт висування | Кількість обраних депутатів | %   |
| ----------------- | --------------------------- | --- |
| Самовисування     | 14                          | 100 |

#### За округами
| № округу | Прізвище, ім'я, по батькові     | Дата визнання обраним | Освіта           | Партійна приналежність                        | Відомості про обраного депутата                    |
| -------- | ------------------------------- | --------------------- | ---------------- | --------------------------------------------- | -------------------------------------------------- |
| 1        | Малявський Ігор Володимирович   | 01.11.2010            | середня          | позапартійний                                 | ПП «Альма-Віта», їздовий                           |
| 2        | Богуш Світлана Євгенівна        | 01.11.2010            | середня          | член Політичної партії «Наша Україна»         | Дитячий садок, помічник вихователя                 |
| 3        | Било Неля Іванівна              | 01.11.2010            | вища             | член Всеукраїнського об'єднання «Батьківщина» | тимчасово не працює                                |
| 4        | Жук Ірина Петрівна              | 01.11.2010            | вища             | позапартійна                                  | Надрічненська сільська рада, бухгалтер             |
| 5        | Баран Володимир Васильович      | 25.05.2014            | незакінчена вища | позапартійний                                 | Територіальний центр, соціальний працівник         |
| 6        | Крутиголова Тарас Ігорович      | 01.11.2010            | вища             | позапартійний                                 | тимчасово не працює                                |
| 7        | Лемішка Надія Володимирівна     | 01.11.2010            | вища             | позапартійна                                  | Надрічненська сільська рада, секретар              |
| 8        | Малявський Ігор Володимирович   | 01.11.2010            | середня          | позапартійний                                 | тимчасово не працює                                |
| 9        | Пона Надія Іванівна             | 01.11.2010            | середня          | член Народної партії                          | РАЙЗ Максимко, обліковець                          |
| 10       | Загородна Леся Михайлівна       | 01.11.2010            | середня          | член Політичної партії «Наша Україна»         | Надрічненська загальноосвітня школа, тех.працівник |
| 11       | Льовкина Ольга Романівна        | 01.11.2010            | середня          | позапартійна                                  | Золотниківська лікарня, старша медсестра           |
| 12       | Жук Василь Іванович             | 01.11.2010            | середня          | позапартійний                                 | приватний підприємець                              |
| 13       | Ляшенко Надія Василівна         | 01.11.2010            | середня          | позапартійна                                  | Бібліотека, завідувачка                            |
| 14       | Козловський Богдан Вячиславович | 01.11.2010            | середня          | позапартійний                                 | РАЙЗ Максимко, начальник охорони                   |